# Rafeek Shah
Rafeek Shah (ur. w Port Shepstone w KwaZulu-Natal) – południowoafrykański duchowny islamski, działacz społeczny oraz parlamentarzysta pakistańskiego pochodzenia. 
Okres od 1970 do 1988 spędził na emigracji w Pakistanie, gdzie założył Islamską Radę Studentów Afrykańskich (African Student Islamic Council), która pomagała kształcić się Południowoafrykańczykom na subkontynencie indyjskim. Po powrocie do Południowej Afryki objął posługę religijną  jako imam w durbańskim meczecie. Głosił liberalną teologię, opowiadając się za wolnością i sprawiedliwością. Został wybrany przewodniczącym Ruchu Młodzieży Muzułmańskiej w Południowej Afryce (Muslim Youth Movement of South Africa) – stanowisko piastował przez osiem lat. Był zwolennikiem włączania młodych muzułmanów w życie społeczne i polityczne Południowej Afryki. 
W 2003 przystąpił do Aliansu Demokratycznego. W kwietniu 2004 został wybrany z jego ramienia posłem do Zgromadzenia Narodowego Południowej Afryki. Reprezentuje w parlamencie okręg wyborczy Uthukela w KwaZulu-Natal, w skład którego wchodzą m.in. Ladysmith, Escourt oraz rozległe obszary wiejskie prowincji. Pełni obowiązki rzecznika Aliansu ds. obrony narodowej. 
Posiada stopień bakałarza i magistra. Naukowo zajmuje się teologią i religioznawstwem, psychologią, językiem oraz literatura angielską, literaturą i językiem arabskim, jak również prawem. Jest żonaty z Nazarene, mają razem trójkę dzieci. Mieszka w Glenashley w Durbanie. 